# Gorle
Gorle (lombardul: Górel) település Olaszországban, Lombardia régióban, Bergamo megyében. Lakosainak száma 6578 fő (2023. január 1.). Gorle Torre Boldone, Bergamo, Scanzorosciate, Ranica, Seriate és Pedrengo községekkel határos.

## Népesség
A település lakossága az elmúlt években az alábbi módon változott:
| Lakosok száma | 6551 | 6557 | 6578 |
|               | 2017 | 2018 | 2023 |